# Turilândia
Turilândia är en kommun i Brasilien.   Den ligger i delstaten Maranhão, i den nordöstra delen av landet, 1 500 km norr om huvudstaden Brasília. Antalet invånare är 22 850.
I omgivningarna runt Turilândia växer i huvudsak städsegrön lövskog. Runt Turilândia är det ganska glesbefolkat, med 21 invånare per kvadratkilometer.